# Király Iván
Király Iván (Bogyoszló, 1894. október 3. – Budapest, 1987. október 26.) magyar ornitológus, helytörténész. A Hanság és a Rábaköz madárvilágának kutatója, Csorna város helytörténetével foglalkozó tanárember, iskolaigazgató. A farádi Király Iván Általános Iskola névadója 2006-tól. 

## Tanulmányai
Király Iván 1894. október 3-án született Bogyoszlón, Király János bogyoszlói körjegyző és Füzi Anasztázia tanító első gyermekeként. Iskoláit Bogyoszlón kezdte, majd szülei az ötödik osztályban átíratták fiúkat a Soproni Evangélikus Lyceumba (ma Berzsenyi Dániel Evangélikus Gimnázium), hogy gyermekük elsajátítsa a német nyelvet. Az érettségi vizsga letétele (1913) után a budapesti Pázmány Péter Tudományegyetem (a mai ELTE) természetrajz-földrajz középiskolai tanári szakára iratkozott be. Itt tanára volt többek között id. Entz Géza (1842-1919) zoológus, Mágócsy-Dietz Sándor (1855-1945) botanikus és Mauritz Béla (1881-1971) ásványtantudós.

## Élete, munkássága
Tanári pályáját 1921-ben Pápán kezdte. 1925-ben költözött családjával Csornára, s a helyi Magyar Királyi Állami Polgári Fiú Iskolában tanított. Az 1947-ben alapított Csornai Premontrei Gimnázium államosítása után az intézmény igazgatója lett, majd az igazgatóhelyettesi teendőkkel bízták meg. Az Eötvös Loránd Tudományegyetemtől 1981-ben arany, 1983-ban pedig gyémánt oklevelet kapott. 
Az I. világháborúban az orosz fronton harcolt mint a 4. honvéd tüzérezred katonája. Később megjárta az olasz hadszínteret és hadnagyként érte meg a háború végét. A sors nem hagyta ki a II. világháborúból sem. Megjárta a szovjet frontot (századosként) 1943-ban. Egy év múlva ismét behívták, s az 1945-ös visszavonulás idején került szovjet hadifogságba, ahonnét 1947-ben térhetett haza.
Egyik legelső képviselője volt a II. világháború előtt a madár- és természetvédelem eszméje széles körű elterjesztésének. A csornai polgári iskolában, majd később a Hunyadi Gimnáziumban évről évre megszervezte a madarak és fák napját. A baranyakárászi fészekodúgyár termékeit a környékbeli erdőkben helyezte ki, az iskola udvarán madáretetőket állított fel, melyekben tanítványai rendszeresen etették az áttelelő madarakat.
1956 áprilisában vonult nyugalomba. Ekkor költözött fel Budapestre. Nyugdíjas éveiben hadtörténeti és tudománytörténeti kutatásokat végzett. 1987. október 26-án hunyt el Budapesten, 93 éves korában, a Farkasréti temetőben nyugszik.
Halála után hagyatéka a Csornai Múzeumba került, ahol a kiállításban oklevelei, művei, dolgozószobájának részlete, kutatási eszközei, fényképek, s kedvenc madara, a békászó sas idézik emlékét. Csorna Város Önkormányzata 1994. augusztus 20-án Csorna Város Emlékéremmel (posztumusz) tüntette ki a nagy tanárt, madártantudóst, és lokálpatriótát.
2006-ban a Csornával szomszédos Farád általános iskolája felvette Király Iván nevét és falán elhelyezték emléktábláját.

## Madártani kutatásai
Már gimnazista korában szenvedélyesen érdeklődött a természet, különösen a madárvilág iránt. 1912-ben szülőfaluja határában talált rá egy meggyűrűzött dankasirály tetemére, melyet kipreparált és fölküldte Budapestre, a Magyar Ornithológiai Központba. Egyetemistaként rendszeresen bejárt dolgozni a Központba (ma Madártani Intézet), ahol Herman Ottó (1835–1914) tanította őt.
A Magyar Ornitológusok Szövetségének 1928-tól kezdve rendes tagjaként, 1936-tól országos alelnökeként munkálkodott, amely 1931-ben dísztagsági emlékéremmel ismerte el tudományos érdemeit. Mint ornitológus a közeli Hanság madárvilágát kutatta. Esterházy Pál herceg támogatásával 1931-ben létrehozta, s vezette a hansági madárvártát, ennek saját jelölőgyűrűivel folyt a madárgyűrűzés itt. Egyik úttörője volt a madárfotózásnak. Nagy értékű fészek- és tojásgyűjteményt állított össze. Madárvonulási megfigyelései, faunisztikai adatai az Aquila című tudományos folyóiratban jelentek meg, emellett írt a Kócsag, Nimród, Vadászújság, Természettudományi Közlöny, A Természet számára is. Vendégeként jeles tudóstársai is ellátogattak az akkor még vadregényes Hanságba. Többek között megfordult itt a Nobel-díjas etológus Konrad Lorenz is.

## Helytörténészi tevékenysége
Király Iván kegyelettel és hazafiúi ügybuzgalommal őrizte az 1848-49-es magyar szabadságharc emlékét. Felkutatta az 1849. június 13-i csornai győzelem dokumentumait, melyek 1976-ban kiadott könyvében váltak közkinccsé. Diákjai gondozták a csornai Szent Antal-temetőben levő honvédsírokat. Rendben tartották a csornai ütközetben elesett Franz von Wyss osztrák generális itteni nyughelyét is. Növendékeivel lejegyezték a még élő népszokásokat, mentették a néprajzi és honismereti értékeket. E munkája révén a honismereti mozgalom egyik hazai úttörője volt.
1987 tavaszán ismét fölkereshette azokat az olasz hadszíntereket, ahol ő is harcolt az I. világháborúban. Falze de Piave olasz falucska plébánosának akkor adta át személyesen azt a bronz gyertyatartót, melyet 70 évvel azelőtt mentett ki a szétlőtt templom romjai alól.

## Külső hivatkozások
- Király Iván emlékei a Csornai Múzeumban Archiválva 2015. április 6-i dátummal a Wayback Machine-ben
- Életrajz a csornai Hunyadi Gimnázium honlapján